# José Manuel Oliveira Boga
José Manuel Oliveira Boga   (Padrón, 5 de maig de 1967) va ser un ciclista espanyol, professional des del 1988 al 1991. Va participar en les grans voltes encara que no va aconseguir cap victòria.

## Palmarès

### Resultats a la Volta a Espanya
- 1989. 119è de la Classificació general
- 1990. 74è de la Classificació general

### Resultats al Giro d'Itàlia
- 1990. 140è de la Classificació general

### Resultats al Tour de França
- 1991. 148è de la Classificació general